# フィル・トンプソン
フィル・トンプソン（Phil Thompson, 本名:Philip Bernard Thompson, 1954年1月21日 - ）は、イギリス・リバプール出身の元イングランド代表サッカー選手。

## 経歴
1971年にリヴァプールFCとプロ契約を交わした。リヴァプールでは、通算477試合に出場、キャプテンを務め、約14シーズンに渡りチームの黄金期を支えた。デビュー戦は1972年4月、オールド・トラフォードでのマンチェスター・ユナイテッド戦、このシーズンは14試合に出場した。1973年にはチームのリーグ優勝とUEFAカップ優勝に貢献した。1976-77シーズンには、チーム初のチャンピオンズカップ優勝を果たしたが、トンプソン自身は怪我に苦しむシーズンとなった。
1979年にはエムリン・ヒューズの退団によりチームのキャプテンに就任、この年リーグ最少失点記録となる16失点に貢献した。1981年のチャンピオンズカップ優勝など、チームをまとめあげた。その後マーク・ローレンソンが加入すると出場機会を減らし、シェフィールド・ユナイテッドに移籍し、短期間所属したが31歳の若さで引退し、ケニー・ダルグリッシュの下でリヴァプールのアシスタントコーチを務めた。
1976年にはイングランド代表デビュー、レギュラーとして、 UEFA欧州選手権1980ではグループリーグの全3試合、1982 FIFAワールドカップでは全5試合に出場するなど、トータル42試合に出場した。
引退後はリヴァプールのアシスタントコーチを務めた他、2001年から2002年にかけては半年程、暫定監督になった。現在はイングランドのスポーツ番組Sky Sportsに解説者として出演している。

## 獲得タイトル

### 選手
リヴァプールFC
- リーグ：7回 (1972-73, 1975-76, 1976-77, 1978-79, 1979-80, 1981-82, 1982-83)
- FAカップ：1回 (1973-74)
- リーグカップ：3回 (1980-81, 1981-82 1982-83)
- コミュニティーシールド：6回 (1974, 1976, 1977, 1979, 1980, 1982)
- UEFAチャンピオンズカップ：3回 (1976-77, 1977-78, 1980-81)
- UEFAカップ：2回 (1972-73, 1975-76)
- UEFAスーパーカップ：1回 (1977)

### 指導者
- プレミアリーグ月間最優秀監督：2回（2001年11月、2002年3月） ※ 2002年3月の受賞は、ジェラール・ウリエとの同時受賞。